# Шерстій Володимир Михайлович
Шерстій Володимир Михайлович (нар. 11 вересня 1960, с. Гнилички, Тернопільська область) — український художник, іконописець. Заслужений майстер народної творчості України (2014).

## Життєпис
Володимир Шерстій народився 11 вересня 1960 в селі Гниличках, нині Скориківської громади Тернопільського району Тернопільської области України.
Навчався в Підволочиській художній школі (1977), Тернопільський кооперативний технікум. Працював декоратором в універмазі м. Волочиська Хмельницької области та підприємцем.
У 2000 році еміґрував до Арґентини, 2002 — до Бразилії (м. Курітіба), від 2006 — в Україні.

## Творчість

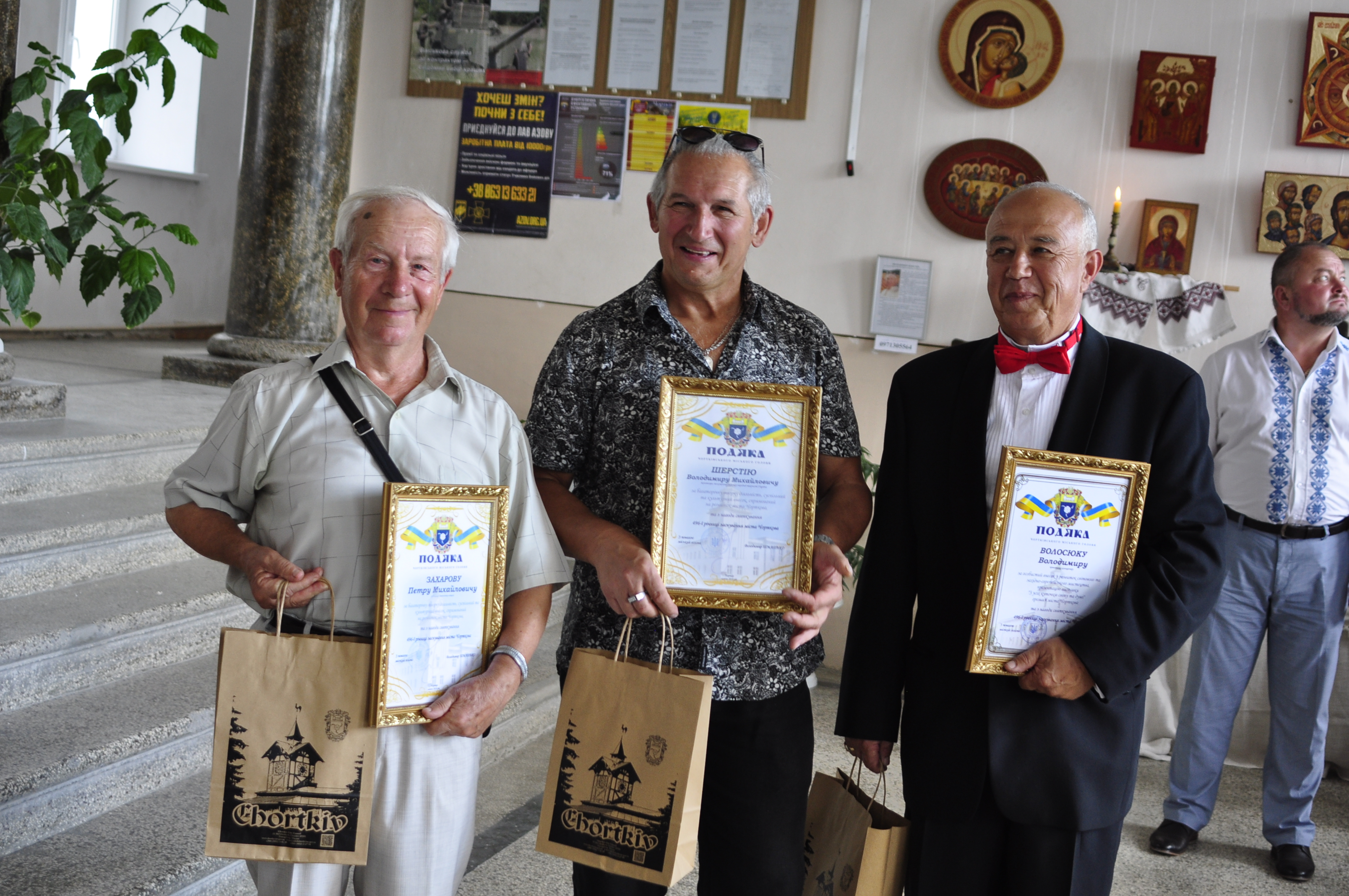
Чортківські художники: по центру — Володимир Шерстій

Учасник реставрації костелів та церков. Досліджує візантійське мистецтво, малює ікони у візантійському стилі на замовлення церков і приватних осіб.
Персональні виставки в містах Курітіба (2003), Тернопіль, Хмельницький, смт Підволочиськ (усі — 2006).
Ікони зберігаються в Тернопільському обласному краєзнавчому музеї, приватних колекціях (зокрема в Папи Римського).

## Нагороди
- Заслужений майстер народної творчості України (1 грудня 2014) — за значний особистий внесок у соціально-економічний, науково-технічний, культурно-освітній розвиток Української держави, вагомі трудові досягнення, багаторічну сумлінну працю[2];
- Лауреат Тернопільської обласної премії імені Ярослави Музики (2019)[3];
- Диплом I ступеня обласного конкурсу аматорів образотворчого мистецтва імені Олени Кульчицької в номінації «Живопис» (2024)[4].